# توپرالی
توپرالی (به لاتین: Tupraly) یک منطقهٔ مسکونی در روسیه است که در باشقیرستان واقع شده‌است.